# Riverview (Delaware)
Pour les articles homonymes, voir Riverview.
Riverview est une census-designated place située dans le comté de Kent, dans l’État du Delaware, aux États-Unis. Sa population s’élevait à 2 456 habitants lors du recensement de 2010. Riverview fait partie de l’agglomération de Dover, la capitale de l’État.

## Démographie
| 1990  | 2000  | 2010  | - | - | - |
| ----- | ----- | ----- | - | - | - |
| 1 138 | 1 583 | 2 456 | - | - | - |

## Source
- (en) Cet article est partiellement ou en totalité issu de l’article de Wikipédia en anglais intitulé « Riverview, Delaware » (voir la liste des auteurs).